# José Carlos Schwarz
José Carlos Schwarz ( Bissau, 6 december 1949 - Havana, 27 mei 1977 ) was een dichter en musicus uit Guinee-Bissau. Hij wordt algemeen beschouwd als een van de belangrijkste muzikanten van Guinee-Bissau.
Hij schreef in het Portugees en Frans, maar zong in het Creools van Guinee-Bissau.

## Biografie
José Carlos Schwarz werd in Bissau (Portugees-Guinea) geboren op 6 december 1949 uit welgestelde ouders met een Kaapverdische, Guinese en Duitse afkomst. Na zijn middelbare schoolopleiding in Senegal en Kaapverdië en een kort verblijf in Lissabon keerde hij in 1969 terug naar Guinee-Bissau. In 1970 richtte hij de band Cobiana Djazz op met een groep vrienden (Aliu Bari, Mamadu Bá en Samakê). De band kreeg een groot lokaal succes, mede omdat de band steeds meer gumbe, een oorspronkelijke West-Afrikaanse muziekstijl, ging spelen.
Tevens werd hij politiek actief, en sloot zich aan bij het verzet tegen de koloniale machthebber. Hij werd opgesloten in de gevangenis van de Ilha das Galinhas (Guinée-Bissau)  vanwege zijn strijd voor de onafhankelijkheid van zijn land. Geïnspireerd door deze ervaring componeerde hij het nummer "Djiu Di Galinha".
Na de onafhankelijkheid van Guinee-Bissau in 1974 werd Schwarz directeur van het Departement voor Kunst en Cultuur, tevens verantwoordelijk voor het Guineebissause jeugdbeleid. In 1977 kreeg hij een baan op de ambassade van Guinee-Bissau in Cuba. Op 27 mei van hetzelfde jaar stierf Schwarz in een vliegtuigongeluk in de buurt van Havana.

## Discografie
| Titel                                                                   | Type            | Jaar van verschijnen | Label                                                                                         |
| ----------------------------------------------------------------------- | --------------- | -------------------- | --------------------------------------------------------------------------------------------- |
| Djiu Di Galinha                                                         | LP              | 1978                 | Departamento Da Edição-Difusão Do Livro E Do Disco, Do Comissariado De Estado Da Guine-Bissau |
| José Carlos Schwarz Et Le Cobiana Jazz - Vol. 1. Guinée Bissau          | LP              | 1978                 | Sonafric                                                                                      |
| José Carlos Schwarz Et Le Cobiana Jazz - Vol. 2. Guinée Bissau          | LP              | 1978                 | Sonafric                                                                                      |
| José Carlos Schwarz & Le Cobiana Djazz - Lua Ki Di Nos Hot Mule Records | LP (compilatie) | 2021                 | Hot Mule Records                                                                              |

Zijn meest bekende nummers zijn:
- Ke ki mininu na tchora (Waarom huilt dat kind?) ... "Onbekende jagers beschoten het dorp"; "Zwarte jagers, zwart, net als wij", een verwijzing naar de conflicten tussen Guineebissauers die met het koloniale leger meevochten en de vrijheidsstrijders.
- Mindjeris di panu pretu (Vrouwen in zwarte doeken), een eerbetoon aan de oorlogsweduwen.
- Djiu di Galinha (Ilha das Galinhas - het Kippeneiland, het eiland waar Schwarz gevangen heeft gezeten)